# 辛志登
辛志登（1558年—1602年），字士先，號龍門，陝西西安府耀州城内（今陕西铜川市耀州区）人，軍籍，明朝政治人物。

## 生平
萬曆四年（1576年）丙子科陝西鄉試第二十八名。萬曆八年（1580年）庚辰科會試第六十九名，三甲七十四名進士。吏部觀政，本年任遵化县知县。十三年七月选授山西道試监察御史，十四年弹劾宣大总督郑洛十二罪，出为河南按察司佥事，十六年调簡。二十年调任大同佥事，二十一年閏十一月调岢岚道，二十二年加升山西布政司参议兼按察司佥事，有政声。二十四年丙申（1596）四月丁母憂歸，三十年卒。

## 家族
曾祖父辛錦，曾任知縣，贈僉事；祖父辛珍，曾任按察司僉事；父親辛汶，封文林郎。嫡母惠氏；生母陳氏。具庆下。兄辛志道。兄辛志道。